# Guadix
Guadix es una ciudad y municipio español situado en la parte centro-norte de la comarca accitana, en la provincia de Granada, comunidad autónoma de Andalucía. Limita con los municipios del Valle del Zalabí, Albuñán, Cogollos de Guadix, Lugros, Beas de Guadix, Marchal, Purullena, Benalúa, Fonelas, Villanueva de las Torres, Gorafe y Gor, así como con Darro y Huélago por el enclave de Belerda y con Freila, Cuevas del Campo y Baza por el enclave de Bácor-Olivar. Cuenta con una población de 18 725 habitantes (INE 2024).
El municipio accitano comprende los núcleos de población de Guadix —capital municipal, comarcal, sede de un partido judicial propio y de la diócesis de Guadix-Baza—, Estación de Guadix, Bácor, Hernán-Valle, Paulenca, Belerda, Olivar y Los Balcones. Bácor, junto con Olivar y Los Balcones, forman la entidad local autónoma (ELA) de Bácor-Olivar, con capital en el núcleo bacareño.
La ciudad está situada en el centro de la Hoya de Guadix, a una altitud de 913 m s. n. m., en el declive norte de Sierra Nevada, siendo el núcleo de población más importante de la comarca, la cual está formada por veintiséis municipios.
Los barrios que posee son muy diferentes entre sí, en parte por la continuada inmigración acaecida hasta la década de 1990, destacando el barrio de la Ermita Nueva, la Estación de Guadix, el casco histórico, donde se encuentra la calle Ancha; el barrio de Santiago o el de San Miguel; y las tres avenidas o arterias principales: Mariana Pineda, Buenos Aires y Medina Olmos.
Fue colonia romana de la Tarraconense, perteneciente al Conventus Carthaginensis, sede episcopal de la Iglesia Católica y capital del breve reino musulmán capitaneado por Abú Abdallah Muhammad el Zagal, hasta que el Arzobispo de Toledo, Pedro González de Mendoza, configuró la ciudad como enclave episcopal y sede del poder de la Casa del Infantado. Su escudo municipal ostenta los títulos de Muy noble y leal ciudad de Guadix.
Guadix constituye un núcleo receptor de turismo debido a sus monumentos, sus famosas casas-cueva y a la cercanía con la capital provincial de Granada, así como a la zona histórica conocida como La Alpujarra. De entre sus construcciones históricas, la catedral de la Encarnación es una de las más importantes del país, declarada Bien de Interés Cultural en 1931, junto a la Alcazaba de Guadix, la cual fue declarada Monumento Artístico Nacional ese mismo año. Por su parte, la catedral presenta tres estilos arquitectónicos y tiene ciertas similitudes con las de Granada y Málaga.
La oferta cultural de Guadix incluye tres museos, entre los que destaca el museo catedralicio, dedicado al arte sacro. Además, la ciudad alberga la Fundación Pintor Julio Visconti, el Centro de Estudios "Pedro Suárez", la Sala Alarconiana en el Palacio de Peñaflor dedicada a la figura de Pedro Antonio de Alarcón, la cueva de San Pedro Poveda y la cueva Santa Virgen de Gracia.

## Toponimia
El primer nombre documentado del poblado ibérico que hubo en la zona fue 'Acci', de donde se originó el gentilicio actual tras un largo proceso similar al sufrido por muchísimos otros topónimos peninsulares. Durante la ocupación romana, la población fue conocida como Julia Gemella Acci.
Tras la invasión musulmana de la península ibérica, la ciudad se renombró Wadi Ash, o 'río/cauce Ash', siendo esta última palabra una arabización del viejo topónimo 'Acci'. Tras la Reconquista, los castellanos readaptaron el topónimo árabe hasta el actual nombre de Guadix (AFI: [gwadiʃ]).

## Geografía

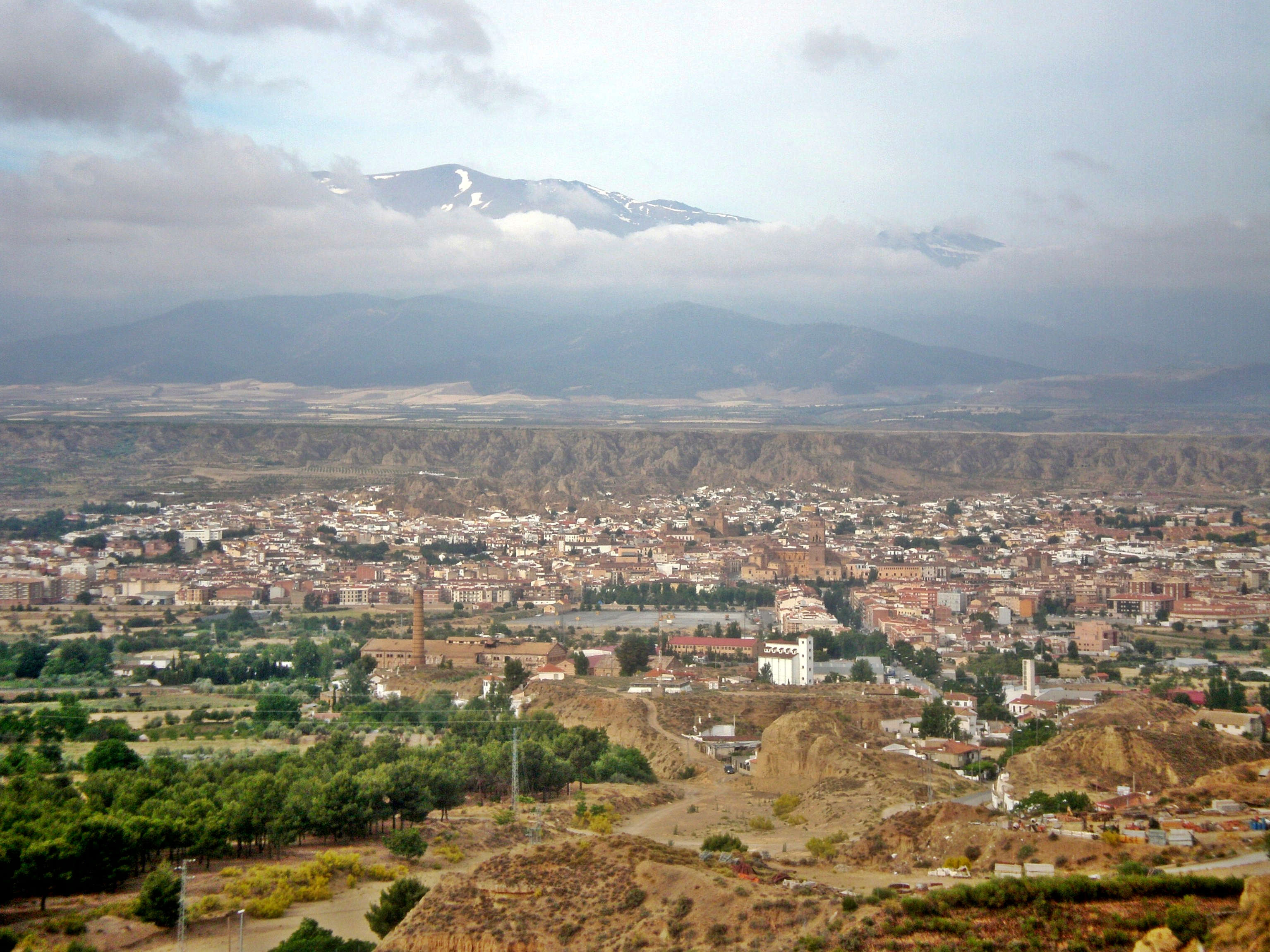
Panorámica de Guadix

### Localización
Guadix se encuentra situada en la zona centro-norte de la comarca homónima. El municipio tiene una extensión de 324 km².
Históricamente la zona sobre la que se asienta el municipio fue uno de los asentamientos humanos más antiguos de la Península. Tras un primer contacto humano en época prehistórica y después de ser un asentamiento íbero, la ciudad fue fundada en su emplazamiento actual como colonia romana para los legionarios romanos.
En la siguiente tabla se muestra la disposición del resto de municipios con respecto a Guadix, en el centro:
| Noroeste: Fonelas y Villanueva de las Torres                | Norte: Villanueva de las Torres y Gorafe            | Noreste: Gorafe, Freila y Cuevas del Campo |
| Oeste: Fonelas, Huélago, Darro, Purullena, Benalúa, Marchal | Puntos cardinales                                   | Este: Baza, Gor y Valle del Zalabí         |
| Suroeste: Beas de Guadix, Lugros y Cogollos de Guadix       | Sur: Cogollos de Guadix, Albuñán y Valle del Zalabí | Sureste: Valle del Zalabí                  |

### Relieve
Guadix se encuentra situada en la Hoya del mismo nombre, una llanura natural de 500 km², formada por las cuencas de los ríos Fardes y Guadix. Geográficamente, la Hoya se encuentra al norte de la provincia de Granada, encajonada (de ahí su nombre) entre los relieves de Sierra Nevada, al sur; sierra de Baza, al este; Sierra Mágina, al norte; y Sierra Arana, al oeste. El cerro Jabalcón la separa de la Hoya de Baza.

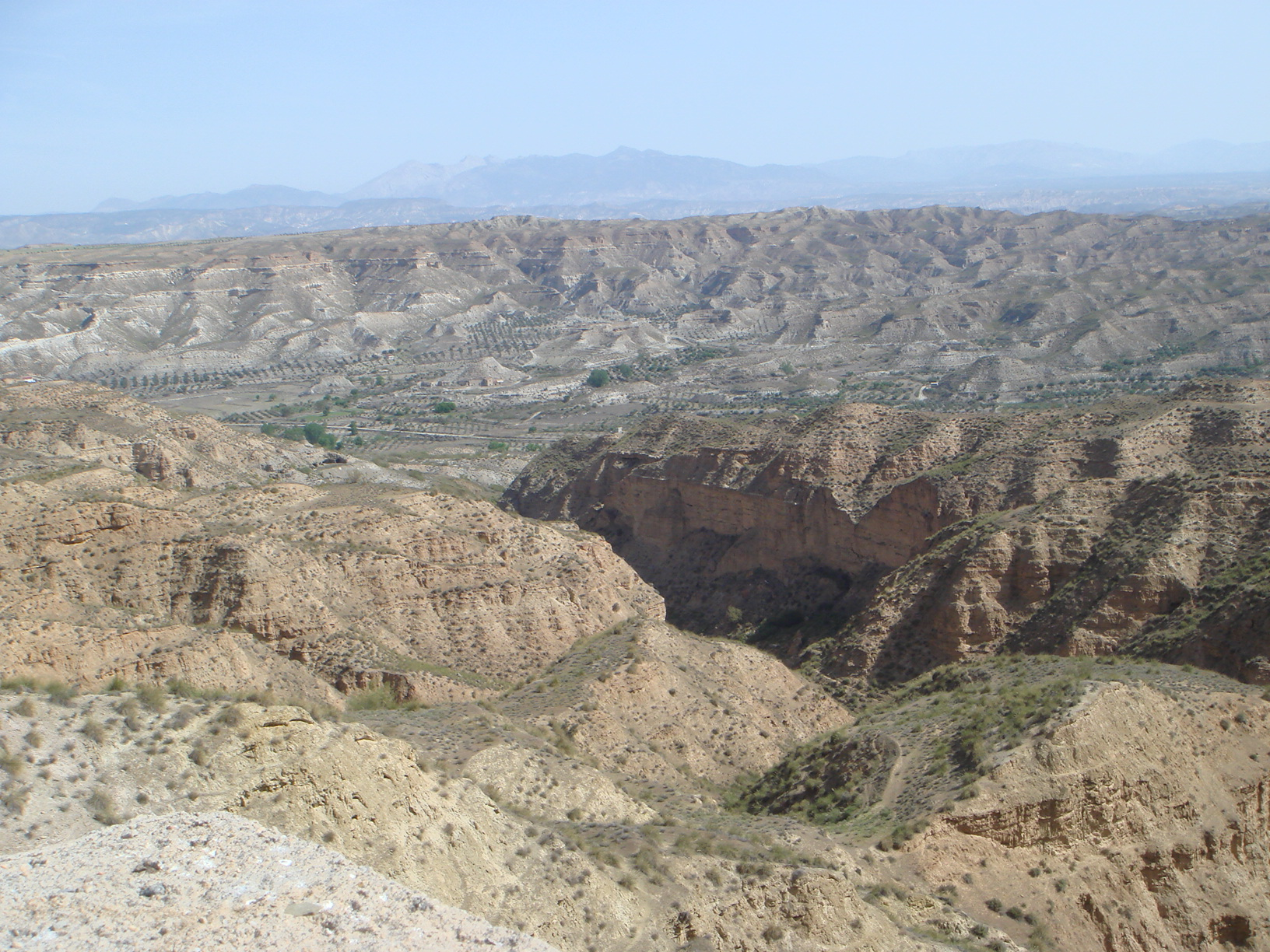
Hoya de Guadix

Los materiales más abundantes pertenecen al Burdigaliense, el cual pertenece a su vez al periodo geológico del Mioceno inferior, con unos materiales datados en 20 millones de años aproximadamente. Durante este período, se observa la deposición de materiales procedentes del medio marino hasta hace aproximadamente siete millones de años, cuando la cuenca queda aislada totalmente del medio marino.
A partir de este momento, los materiales depositados son exclusivamente continentales, acarreados por formaciones fluviales. La actual configuración de la Hoya pudo empezar a formarse hace 500 000 años, cuando se produjo una fuerte reestructuración paleográfica. Los pequeños ríos en los relieves que circundan la cuenca comienzan un proceso erosivo que es el que le va a conferir el característico paisaje de cárcavas y malpaís.

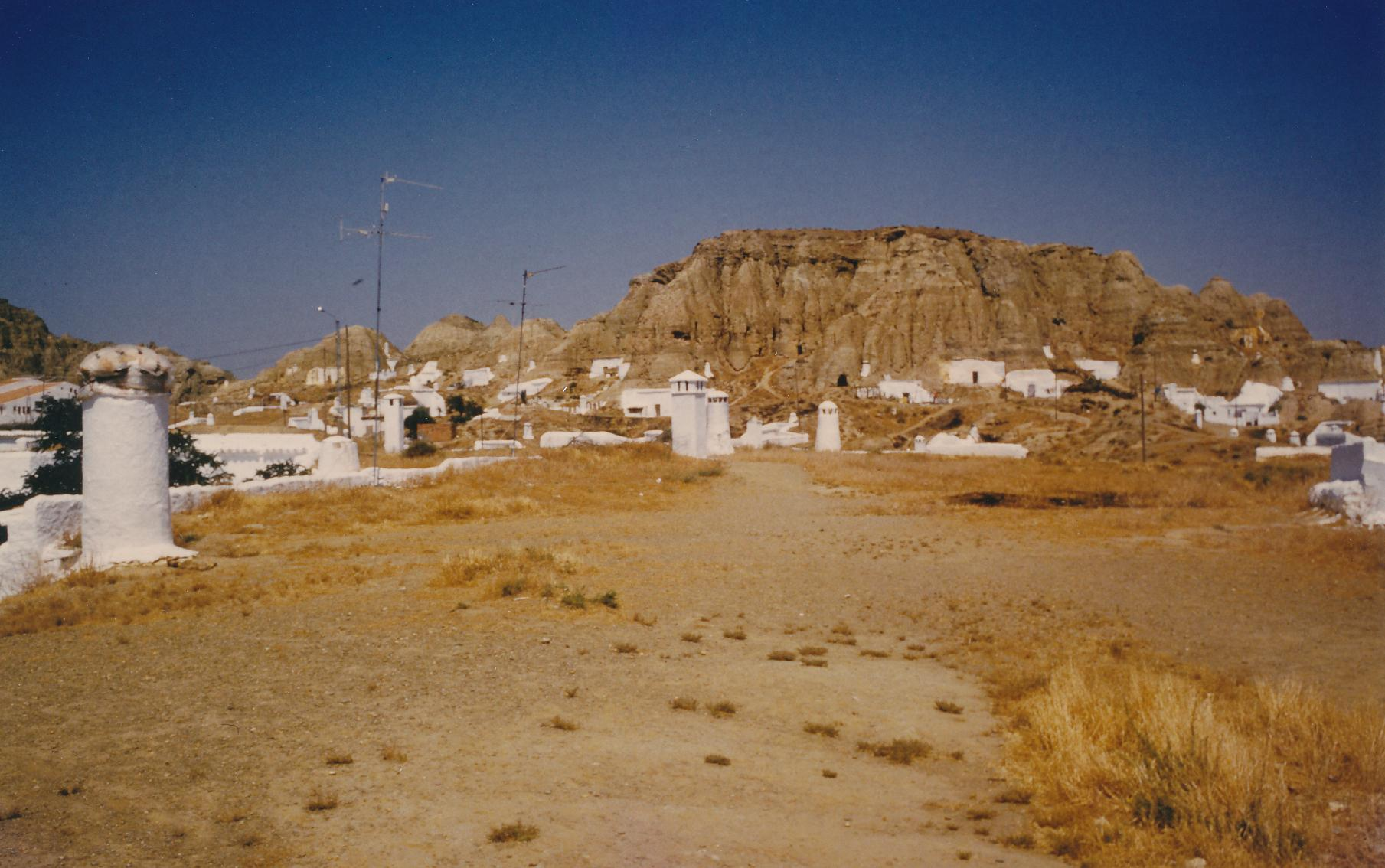
Cuevas de Guadix

Actualmente, los sedimentos de los ríos Fardes y Guadix han hecho de la comarca accitana una fértil zona de regadío, donde el uso del suelo va, desde el cultivo de frutales, donde abunda el cultivo del melocotón; hasta la explotación maderera (choperas); además de la siembra del cereal, las leguminosas y las hortalizas.

### Hidrografía
El principal río que atraviesa el municipio es el río Fardes, un corto río que, al confluir con el río Guardal, da origen al Guadiana Menor, perteneciente a la cuenca del Guadalquivir. este nace en la Sierra de Huétor y, en su curso, se encuentra con el embalse del Negratín.
El segundo río de la ciudad, el río Guadix, permanece seco gran parte del año, debido a que solo lleva un poco de caudal en las temporadas de lluvia.

### Clima
El clima de Guadix es continental, cálido y templado, ya que el circuito montañoso impide la llegada de la influencia del mar. Las precipitaciones caen sobre todo en invierno, pocas en los meses de verano.

## Historia
Guadix es ciudad histórica y patrimonial de importancia. A pesar de tener una extensión pequeña, tiene un valor histórico destacado, tanto por su enclave geográfico como por su importante patrimonio arqueológico y arquitectónico concentrado en un mismo lugar.
Las raíces accitanas se inician en la época prehistórica, aunque su evolución no es del todo conocida. Los recientes estudios historiográficos han reescrito la interpretación sobre la ciudad que, por otra parte, eran tradicionales, quizás obsoletas y a veces no del todo ciertas. Ejemplo de ello es el descubrimiento fortuito de un teatro romano, indicando la importancia de la colonia romana de Julia Gemella Acci, más importante de lo que se creía anteriormente.

Por su parte, el geógrafo holandés del Renacimiento, Joan Blaeu, sitúa en su Atlas Maior la fundación de Guadix en torno al año 1000 a. C. por los fenicios del rey Pigmalión, regente de la ciudad de Tiro y hermano de Dido, mítica fundadora de Cartago. Lo más lógico es la fundación de la ciudad como respuesta a una necesidad comercial muy posterior, aproximadamente en el siglo VII a. C.

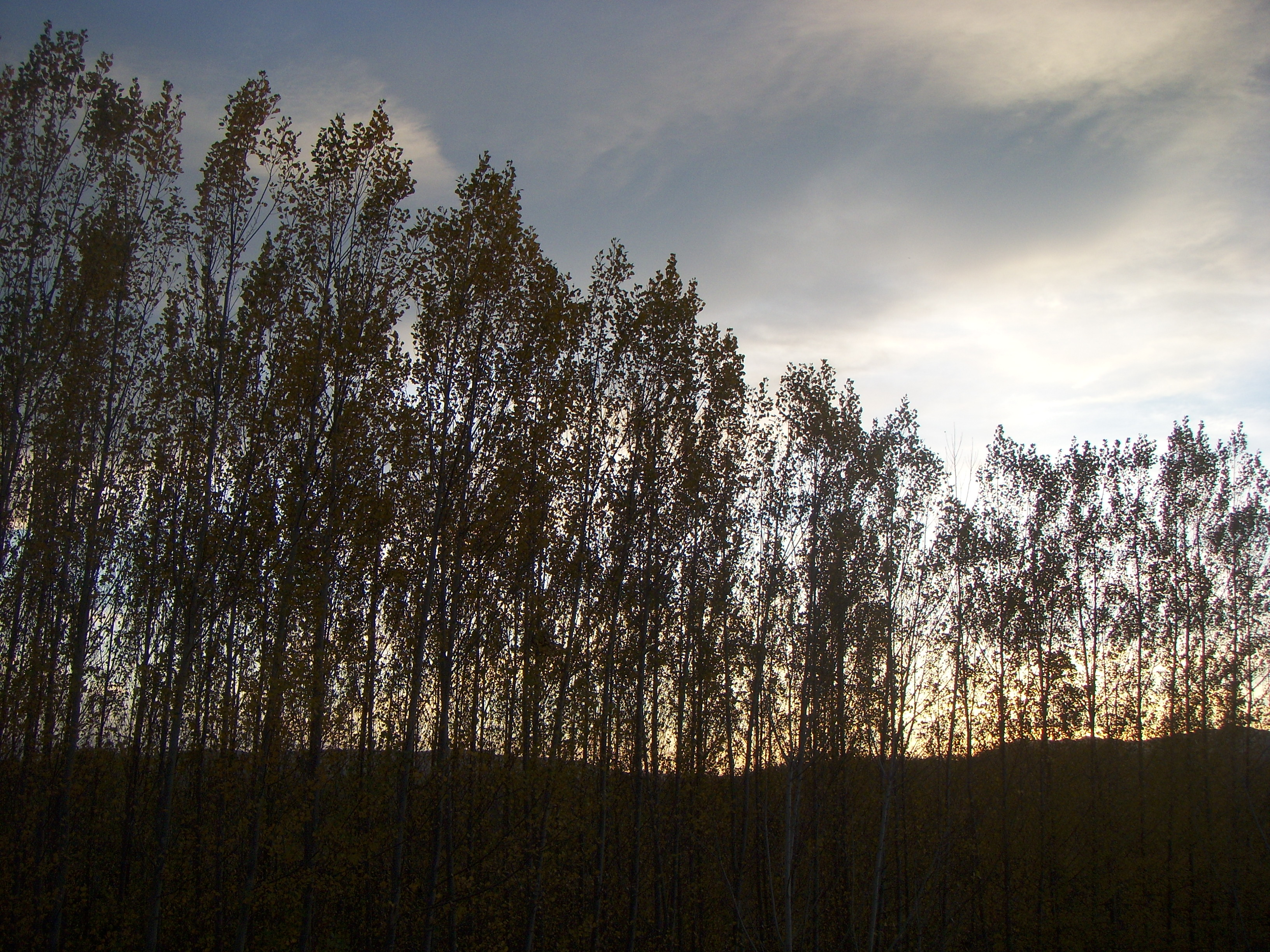
Chopera

De igual forma, los estudios arqueológicos en el casco histórico y el entorno de la alcazaba abren nuevas interpretaciones y están cambiando muchos detalles de la historia accitana, descubriendo una ciudad en conexión directa con los procesos históricos del Mediterráneo.

### Prehistoria
La zona sobre la que se asienta Guadix inició su ocupación humana desde la Prehistoria. Las excavaciones arqueológicas señalan que, desde la Edad del Bronce, habría un asentamiento argárico, con cabañas para guardar el ganado y los excedentes agrícolas, excavadas en los terrenos arcillosos y utilizando zócalos en los muros, además de viviendas y estructuras utilizadas para el trabajo del cereal, así como sepulturas circulares en fosa excavadas bajo las habitaciones. Según algunas teorías, puede ser el origen de las populares cuevas, aunque solo fueran utilizadas para el almacenaje y el ganado.
Posteriormente, continuará la ocupación en el Bronce Final. A partir de aquí, las viviendas evolucionan hacia una tendencia circular, así como la construcción de elementos para el uso doméstico tales como hornos.
No hay más datos respecto a la Guadix prehistórica, además de restos cerámicos, llevando a localizar el asentamiento en la ladera norte de la colina central de la ciudad, asomándose al río y a la fértil vega.

### Época ibérica
De la época ibérica se ha documentado la existencia de un oppidum del siglo VI a. C., caracterizado por un plano urbano bien definido, así como por una evolución en el proceso constructivo y una nueva estructuración urbana.
Las excavaciones arqueológicas muestran espacios complejos, de muros rectos y suelos de adobe rojo. Se han hallado hornos y silos, algunos de ellos para uso doméstico, demostrando una mayor complejidad en el asentamiento.
Ya en el Ibérico pleno, el urbanismo cambia en cuanto a sistema constructivo y orientación de las viviendas se refiere. Lo que puede ser una prensa de aceite en la excavación de la calle Palacio, muestra un área importante en el campo de la artesanía y la industria de la época.
Por último, en las excavaciones del Cine Acci, se documentó una vivienda de pizarra del siglo V a. C., con suelo de tierra apisonada y restos cerámicos realizados a torno, así como cuatro habitaciones con muros de adobe sobre un zócalo de piedra, además de dos hornos domésticos.

### Colonia romana de Julia Gemella Acci

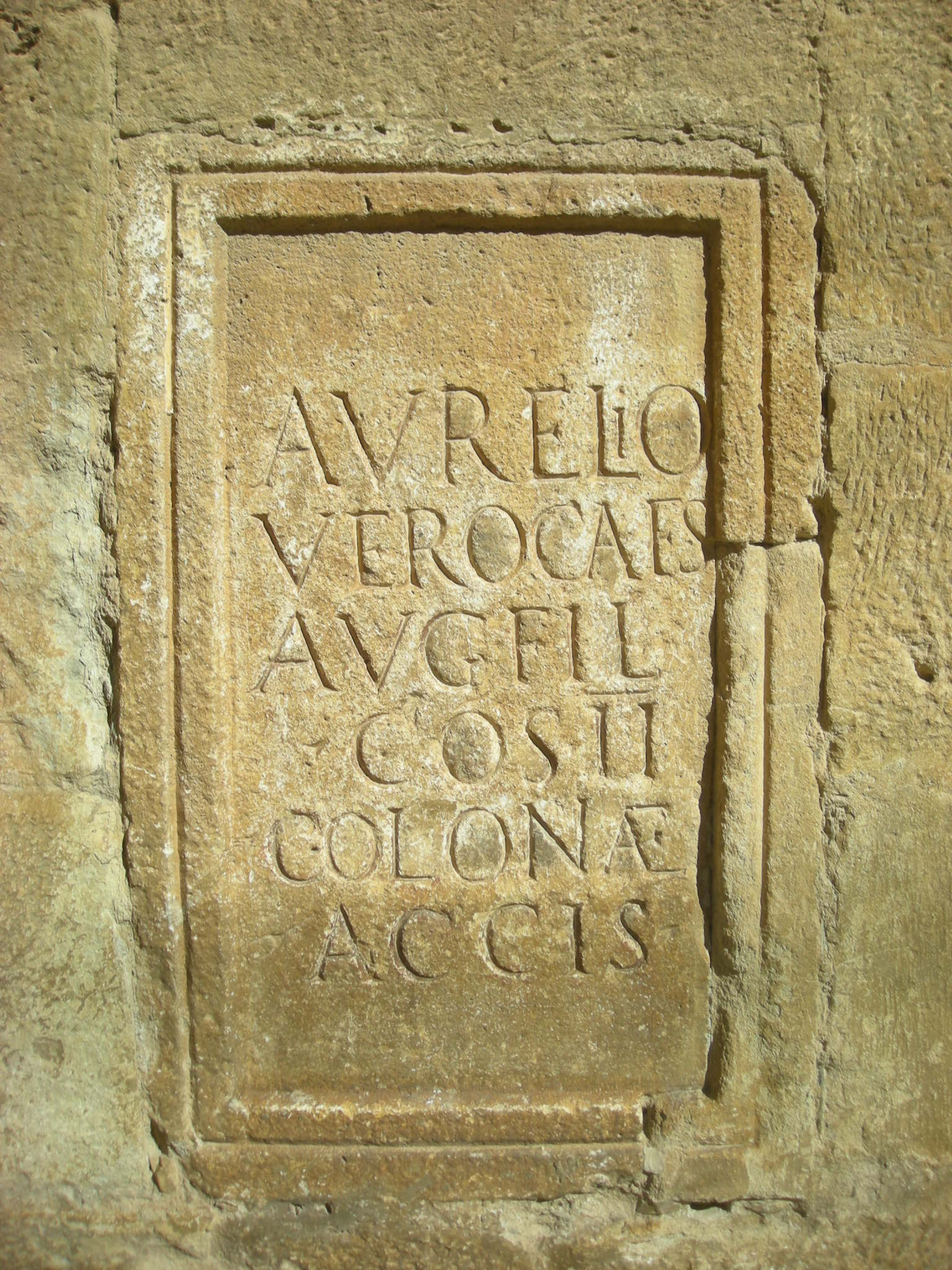
Inscripción romana en uno de los muros de la catedral

En la colonia romana de Guadix, entonces llamada Julia Gemella Acci, se acuñaron monedas romanas pertenecientes a los reinados de Augusto, Tiberio, Calígula y Claudio. Siguió siendo un importante nudo comercial durante la época romana, dejando vestigios artísticos de gran importancia como el Pedestal de Isis, expuesto en la actualidad en el Museo Arqueológico de Sevilla; además de las ruinas de un teatro romano perteneciente a estos años, descubiertas fortuitamente cuando se excavaba un aparcamiento subterráneo, lo cual reescribe la historia romana de la ciudad.

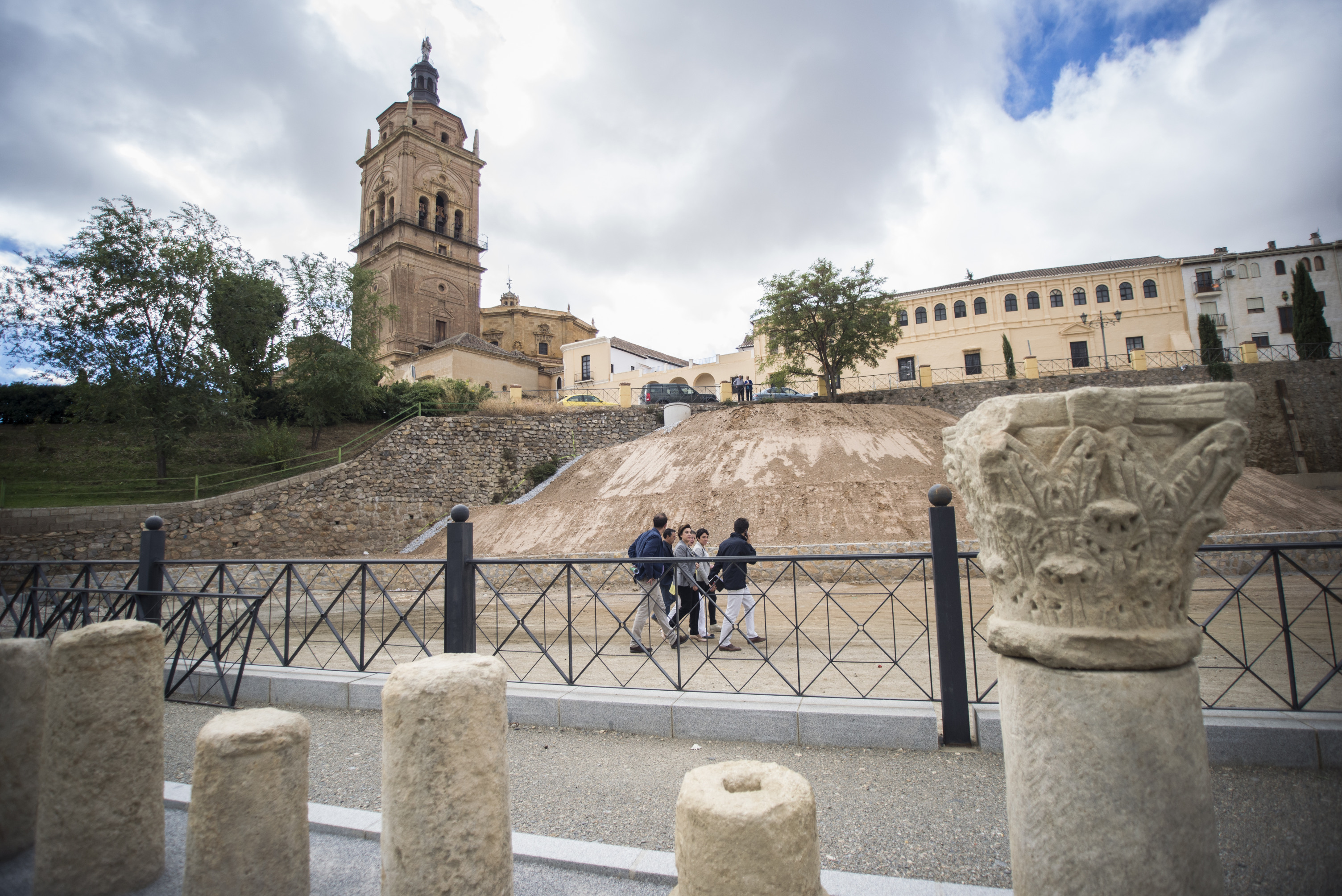
Restos del teatro romano.

Respecto a la fundación de la colonia, hay quien señala que esta fue llevada a cabo directamente por Julio César en el año 45 a. C.[cita requerida], siendo un regalo a los legionarios de las legiones Gémina y Vernácula.
Las primeras menciones a la ciudad en la época romana las proporcionan autores latinos como Ptolomeo, que ofrecen su nombre y la localización en el último lugar de las quince ciudades mediterráneas bastetanas. Plino menciona la ciudad como una colonia romana perteneciente a la Tarraconense, que a su vez pertenece al Conventus Carthaginensis. También Macrobio y Antonino mencionarán la colonia, la epigrafía, la numismática y la arqueología proporcionen información más valiosa.
Además del teatro romano, se ha documentado una red de alcantarillado, galerías y conducciones de agua en tuberías de plomo en las excavaciones arqueológicas de la calle Palacio, en el antiguo Hospital Real y en la calle San Miguel. Muchos arqueólogos han señalado la existencia de estructuras de planta circular con gradas bajo el patio del convento de la Concepción, así como unas posibles termas romanas, aunque los revestimientos actuales impiden confirmar esta teoría.
En la calle San Miguel se ha excavado una estructura rectangular con un desarrollo a partir de dos paños, así como una posible puerta de la ciudad. Posteriormente, estas hipótesis fueron revisadas, y se interpretó el hallazgo como los restos de un templo romano, del que además se documentaron un capitel corintio y una cabeza de Trajano de pequeñas dimensiones. Por su parte, Guadix sería una dedutio militar, tal y como indican las monedas acuñadas, en las que aparecen águilas legionarias e insignias militares dobles junto al nombre de la colonia. Además, la colonia gozaría del Ius italicum, lo que favorecería el desarrollo social y económico.

### Crisis tardo-romana y altomedieval
Tras la caída del Imperio romano de Occidente, Guadix sufrió un breve periodo de crisis al serle suprimida el Ius Italicum, el estatus otorgado por los romanos para que sus colonias progresaran social y económicamente. El inicio de esta crisis puede remontarse al año 212, con la celebración del Edicto de Caracalla, en la que se suprimen todos estos privliegios dados por los romanos. Se conoce que Guadix fue una de las primeras ciudades convertidas al catolicismo. También hay constancia de una sede episcopal con obispos documentados desde el siglo IV. Además, el obispo accitano Félix fue presidente del importante Concilio de Elvira, celebrado en esa misma época. Por su parte, arqueológicamente hablando, del siglo IV se han hallado muy pocos restos. Hasta el siglo XI, no se hallaría nada.

### Wadi-Ash
Tras la conquista musulmana de la península, la ciudad, entonces llamada por los conquistadores Wadi Ash, atravesó varios siglos de esplendor y de decadencia a partes iguales, debido a las epidemias, los conflictos bélicos y las sequías. Según las crónicas árabes, la ciudad fue en un principio díscola a los Omeyas, participando incluso en las rebeliones de la época de las revueltas del muladí, reconvertido al cristianismo, Ibn Hafsún. Cabe destacar la importancia militar que por entonces le fue concedida por Abderramán III en el siglo X.

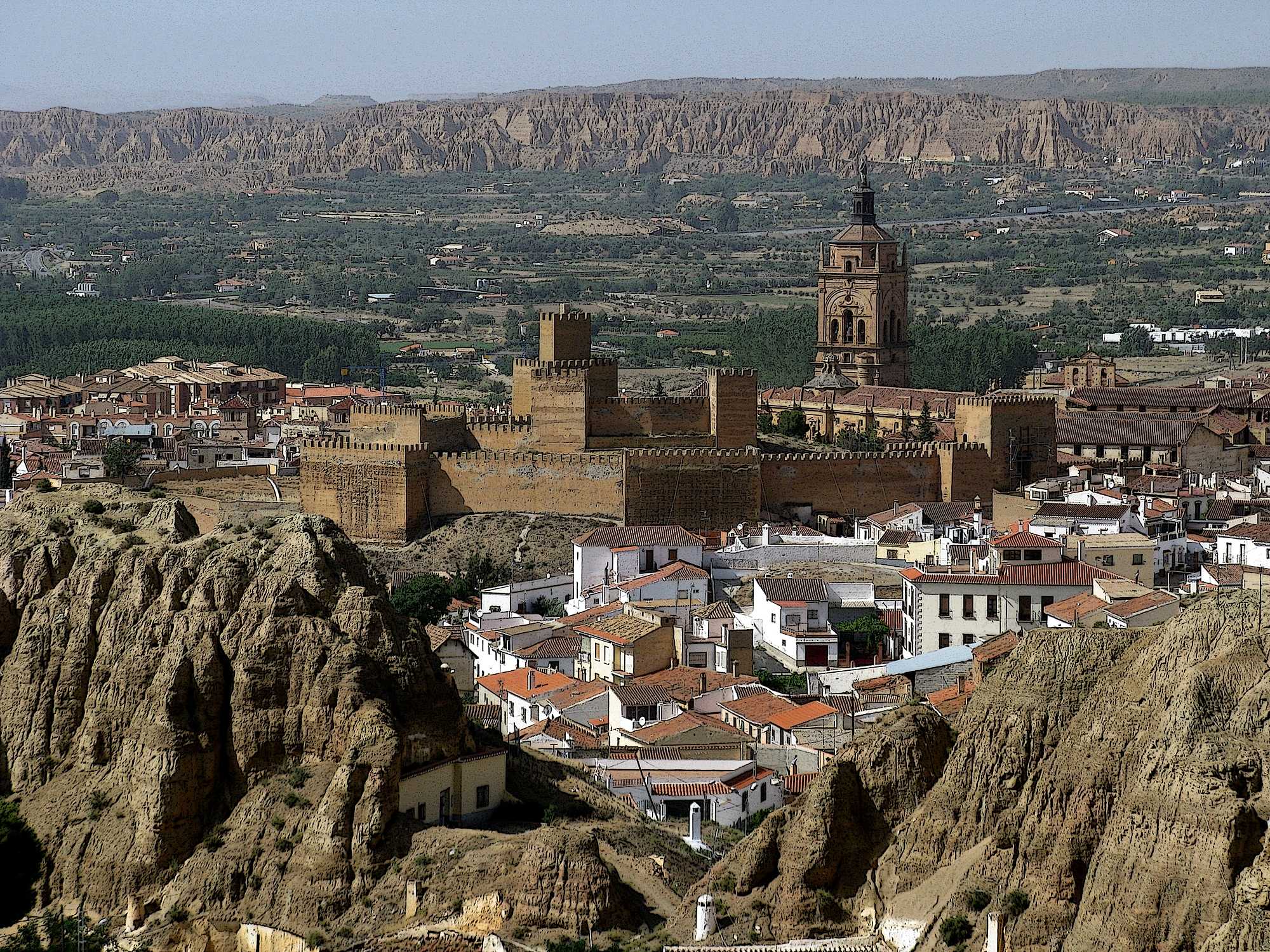
La Alcazaba de Guadix vista desde el barrio de las cuevas

Tras el declive del califato, Guadix fue territorio limítrofe entre los ziríes granadinos y los Banu Jayrán almerienses. En 1018 fue asesinado el pretendiente califa omeya, Abderramán IV, por parte de sus partidarios, entre otros Jayrán, tras ser derrotado su ejército por el de Zawi Ibn Ziri.
Guadix, ya integrada en el Imperio almorávide, tras las primeras taifas, en el declinar de este y en medio de sus luchas contra los almohades por el control del Magreb y al-Ándalus, Ahmad Ibn Malham proclamó un señorío independiente en Guadix y Baza en 1145, si bien era aliado, o vasallo, de los almohades. Tras la conquista por estos de al-Ándalus, Ibn Malham acabó sus días en Marrakech.

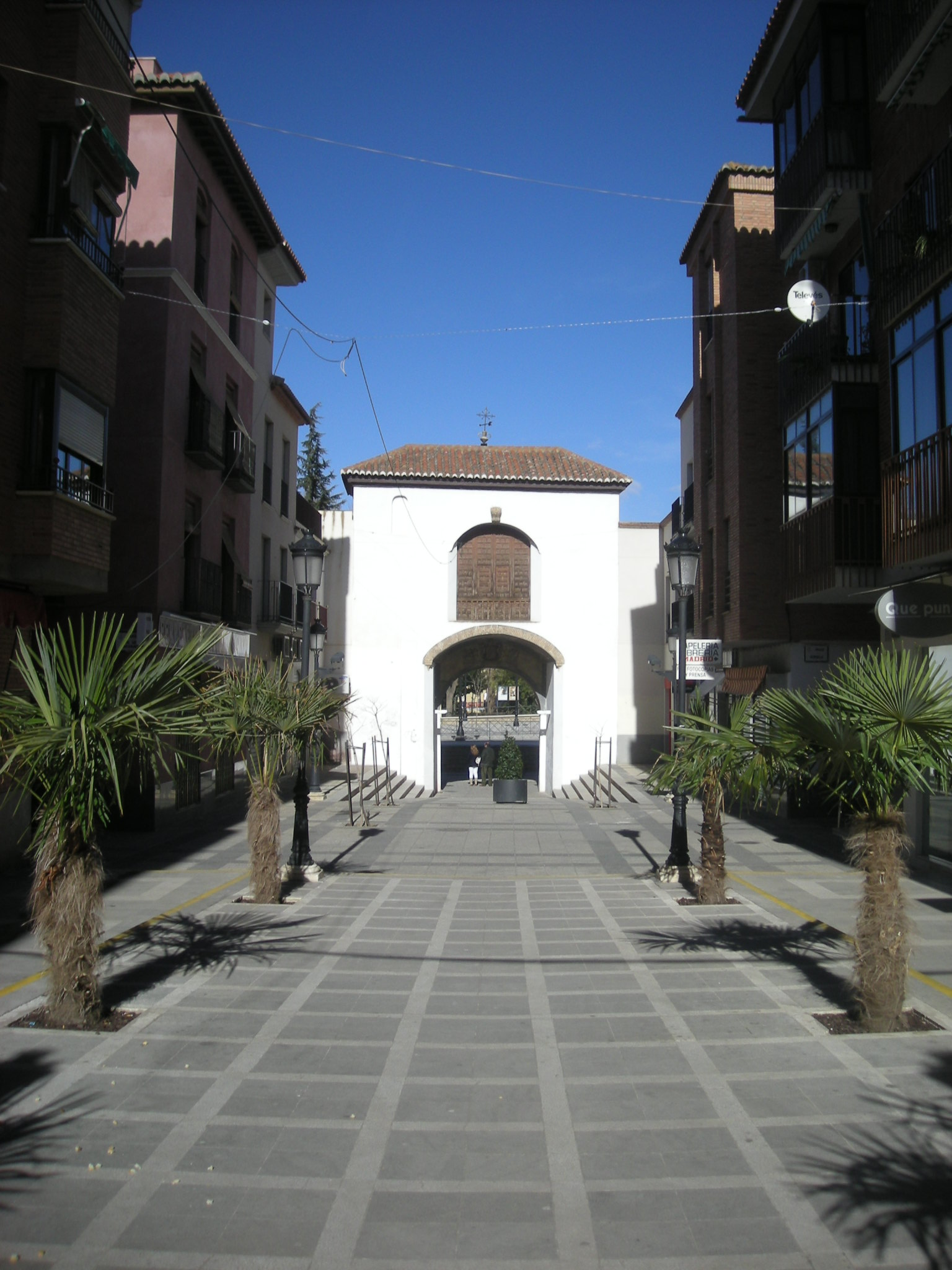
Puerta de San Torcuato, antigua entrada de la ciudad medieval

Tras la caída del poder de los almohades en la Península, Guadix se integra en el Reino nazarí de Granada. En 1313 se produce una sublevación que, encabezada por el cuñado del rey Nasr y emir de Málaga, provocará el 8 de febrero de 1314 la abdicación de este en su primo Ismaíl I a cambio del gobierno de la ciudad, donde mantendría un reino-feudo independiente hasta su muerte en 1322.
El 15 de enero de 1362 se libró la batalla de Guadix, en la que las tropas de la Corona de Castilla fueron derrotadas por las nazaríes. Al mando de las tropas castellanas derrotadas se encontraban los caballeros Diego García de Padilla, maestre de la Orden de Calatrava; Enrique Enríquez el Mozo, Adelantado Mayor de la Frontera; y Men Rodríguez de Biedma, caudillo mayor del obispado de Jaén.
Las guerras civiles acaecidas en el reino de Granada en los últimos tiempos de la dinastía nazarí convirtieron a Guadix en la capital de un breve reino capitaneado por Abú Abdallah Muhammad, conocido como el Zagal, o el Valiente, el cual, aliándose alternativamente a sus correligionarios o a los castellanos, acabó siendo víctima del rencor y la venganza, ya fueran propios o ajenos a él. De este modo, se posibilitó y facilitó la llegada de los castellanos a la ciudad con los Reyes Católicos y el Cardenal Mendoza a la cabeza. El 30 de diciembre de 1489 fue entregada la ciudad a los castellanos, aunque es en septiembre de 1490 cuando se produce la verdadera conquista. Wadi Ash pasa a llamarse Guadix y comienza la transformación de la ciudad musulmana en cristiana.
En ese mismo año, se descubre un intento de asalto a la alcazaba por parte de los musulmanes y los judíos, lo que da lugar a su expulsión y a su posterior emigración en torno al Arrabal del Tollir, conocido entonces como Arrabal de la Morería (actual barrio de Santa Ana); la Vega y el Sened.

### Guadix castellana
La mezquita aljama y las demás mezquitas se purifican y se bendicen, desapareciendo muchas de ellas. Por su parte, el maqaber deja de usarse como cementerio, pues se popularizan los enterramientos en las iglesias. La ciudad va configurando su urbanismo cristiano en torno a un plano medieval, con la consecuente ensanchación de sus calles, la apertura de los adarves cerrados y la creación de plazas, como la plaza Mayor, donde se levantaron la cárcel, la Casa de los Corregidores y la Casa de los Escribanos, entre otras. La mezquita mayor se comenzaría a demoler en torno a 1500 para la construcción de la catedral.
La alcazaba pierde importancia, así como la muralla medieval, la cual se ve afectada por la construcción de las casas nobiliarias adosadas a ella. Las puertas y las fuentes se transforman y pierden su papel urbano. Además, el barrio de la judería se incorpora al actual Barrio Latino y desaparecen los patios y los corrales, así como el edificio de la antigua sinagoga, el cual será sustituido por el Hospital Real.

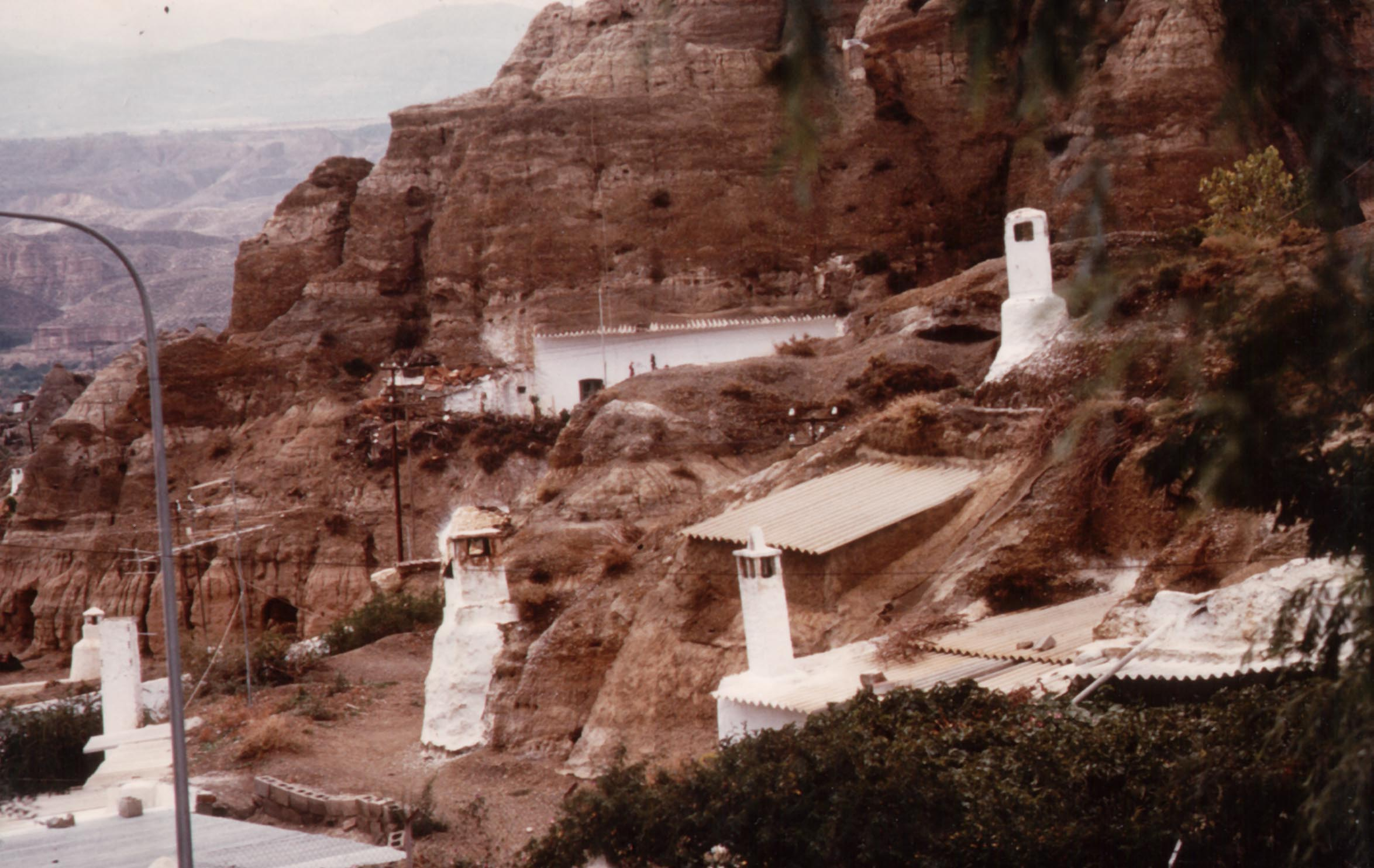
Antiguas casas-cueva

Las antiguas mezquitas se convierten en iglesias y ermitas, tales como las de San Miguel, Santiago, Santa Ana o la Magdalena. Asimismo, se construyen dos conventos, uno situado en el camino de Fiñana (Convento de San Francisco) y otro en el camino de Paulenca (Convento de Santo Domingo), con el fin de evangelizar a la población.
En la calle Ancha y el barrio de Santiago se crea una zona comercial, con importantes viviendas para la nobleza y la construcción de un pósito. Por su parte, el barrio de Santa Ana es el único que conserva su estructura morisca, con callejuelas estrechas, placetas y adarves.

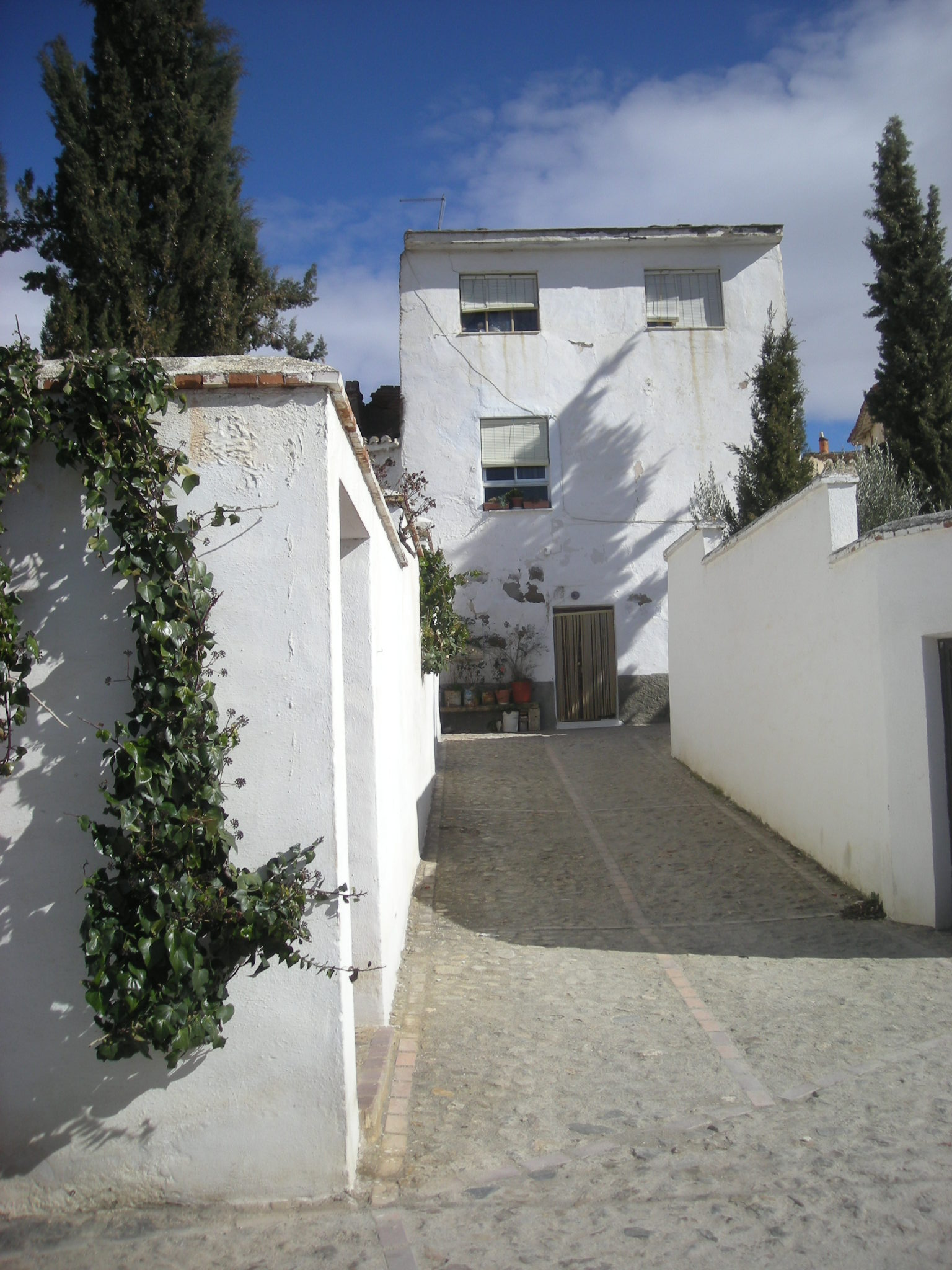
Calle de la Judería

El entonces conocido como tercer rey de España, el Arzobispo de Toledo, Pedro González de Mendoza, fue uno de los personajes clave en la historia de la ciudad a partir de 1487. A él se debe la configuración de la ciudad como un nuevo un enclave episcopal, así como sede del corregimiento más extenso de la corona de Castilla, el poder de la Casa del Infantado y la mitra toledana juntas, las cuales propiciaron las concesiones regias del Marquesado del Cenete para Rodrigo Díaz de Vivar y Mendoza, además de la conversión de la mezquita aljama en sede catedralicia. También se rebautizó a la ciudad con su actual nombre, Guadix.
Las frecuentes y abundantes guerras entre religiones y culturas producidas durante la Reconquista se extendieron prácticamente a lo largo de todo un siglo. Ya en 1570, y en tiempos de Felipe II, se dio orden de evacuar a los moriscos vencidos hasta las zonas del Levante, la Mancha y Extremadura.
Esta medida tendente a solucionar la llamada Rebelión de las Alpujarras hizo desaparecer del en torno a gran parte de la población ancestralmente autóctona, deportando a una gran cantidad de personas, lo cual tuvo grandes repercusiones en una de las industrias más fructíferas de la comarca, como fue la de la seda.
Tras la expulsión acaecida en 1570, retornaron de manera clandestina y con carácter subversivo una pequeña parte de los exiliados, los cuales, situándose en el entorno de la ciudad, excavaron sus viviendas en la arcilla, lo que dio lugar al origen, según una teoría, de las conocidas y tan populares casas-cueva. Estas se convirtieron en un hábitat comunitario y bien organizado. Según otra teoría, las cuevas habitadas tienen su origen en el mismo momento de la Reconquista, siendo los cristianos más pobres, sin capacidad para adquirir una vivienda intramuros, lo que excavaron los cerros arcillosos.

### Edad Contemporánea

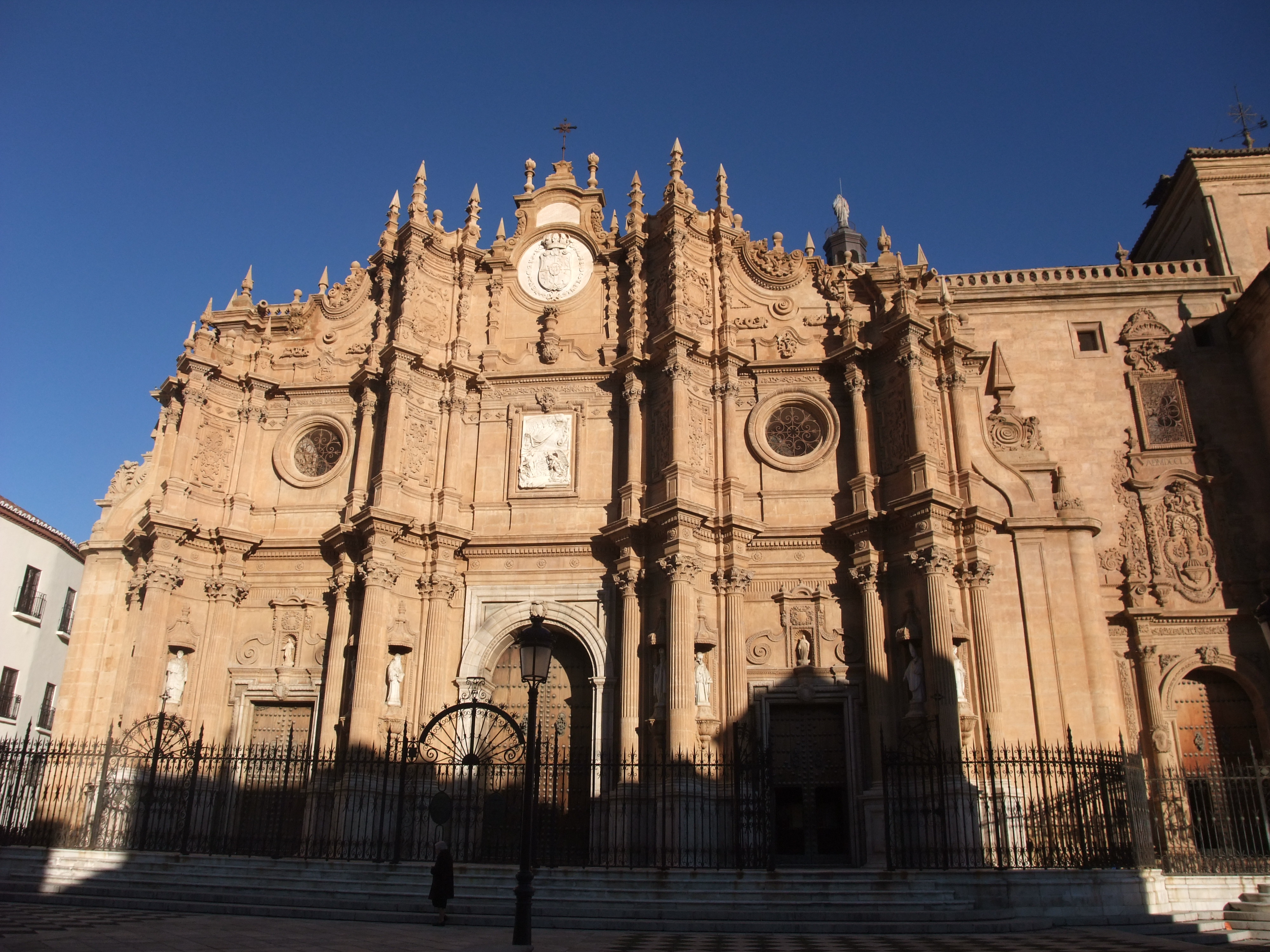
Fachada principal de la catedral

La Casa de Austria concedió a Guadix de los privilegios propios de una ciudad medieval del Antiguo Régimen, aunque la castigó duramente por otro lado, tanto en el aspecto económico, con la exacción de impuestos, como a su población más joven, por la necesidad de mantener en Europa un prestigio dinástico lleno de inmensos esfuerzos bélicos.  
Posteriormente, el periodo borbónico no puede denominarse como Siglo de las Luces, al menos en la ciudad, pues a la oscuridad inicial de la militarización de los varones jóvenes para la Guerra de Sucesión, se une el hecho de que en el reinado de Carlos III se acabó con una de las instituciones culturales y académicas con más prestigio en la historia accitana, como fue el colegio de San Torcuato de la Compañía de Jesús, dejando exclusivamente al seminario diocesano las posibilidades académicas de esta época. De todos modos, cabe mencionar que los borbones dotaron a Guadix de la reanudación de las obras de la catedral, las cuales fueron finalizadas antes de la entrada napoleónica.
Como en el resto de país, el periodo francés supuso una ruina total, iniciándose otra etapa de decadencia que abarcó todo el siglo XIX. Las guerras, las epidemias y los desastres sociopolíticos fueron ingentes y paralelos a los vividos por entonces en la España napoleónica. Por su parte, la carencia de una revolución industrial supuso un alto índice de mortalidad infantil, de igual forma que trajo la práctica esclavitud laboral para la mayoría de la sociedad.
Durante el último tercio del siglo XIX los rendimientos del campo eran exiguos por la caída del precio tanto del trigo como del cáñamo. En 1895 el ferrocarril llegó al municipio con la entrada en servicio el tramo Guadix-Almería de la línea Linares-Almería, que sería completada en su totalidad cuatro años más tarde. A las afueras de la población se levantó una estación de ferrocarril que disponía de importantes instalaciones, como una rotonda, talleres, cocheras para locomotoras, muelles de mercancías, etc. Además, Guadix se convertiría en un importante nudo ferroviario tras la entrada en funcionamiento de la línea Baza-Guadix, una parte del ferrocarril Murcia-Granada, a comienzos del siglo XX. Debido a ello, desde el municipio accitano era posible ir por ferrocarril hasta Granada, Almería, Baza, Linares, Úbeda, Lorca o Murcia. Posteriormente aparecerán los edificios necesarios para atender a los fenómenos modernos que surgen en esta época, como la revolución industrial.
Con el auge de la industria azucarera de Granada se construyeron dos azucareras para producir azúcar a partir de remolacha. Los suelos fértiles y la disponibilidad de riego en Guadix permitían, como sucedió en la Vega de Granada, el cultivo de la remolacha azucarera. En 1901-1902 se inauguró la fábrica Azucarera San Torcuato, y en 1913-1914 la de Nuestra Señora del Carmen en el cercano municipio de Benalúa, ambas junto a las vías del tren. Además, se instalaron varias fábricas harineras y una plaza de abastos. En 1904 la Azucarera San Torcuato se integró en el trust Sociedad General Azucarera de España. Durante el siglo XIX también se popularizó la vivienda colectiva, demoliendo o reaprovechando viejos edificios para adaptarlos a estas nuevas estructuras.
En el siglo XX los barrios crecen donde antes existían explotaciones agrícolas, surgiendo nuevas avenidas para responder a una necesidad de mejora en el transporte y al auge del comercio en la ciudad accitana, así como en un aumento de la población. Por su parte, se construyen nuevos colegios e institutos para la enseñanza de bachiller y formación profesional; además de otras construcciones modernas, como un centro deportivo municipal, varios polígonos industriales, un parque de bomberos y un centro de salud, todo a finales del siglo XX. En 1985 se clausura el trazado ferroviario Almendricos-Guadix y se produce la desconexión con el Levante, lo que supuso que la estación de Guadix perdiera importancia.

## Demografía
Guadix cuenta con una población de 18 725 habitantes (INE 2024).
| Gráfica de evolución demográfica de Guadix entre 1842 y 2021                                                        |
| |
| Población de derecho según los censos de población del INE Población de hecho según los censos de población del INE |

## Comunicaciones

### Autovías
- A-92 (Sevilla-Almería) que conecta Guadix con Granada y Almería.
- A-92 N, que une Guadix con Baza, Puerto Lumbreras y Murcia.

### Otras carreteras
- A-325, conecta Moreda con Guadix.
- A-4100, salida de la autovía A-92 hasta Purullena.
- A-4101, conecta Guadix con la autovía A-92.
- GR-5014, conecta Guadix con La Calahorra.
- GR-6100, une Villanueva de las Torres con Cenascuras.
- GR-6101, une Hernán-Valle con Alicún de Ortega.
- GR-7100, une Baúl con el poblado del Negratín.

### Estación de Guadix y comunicaciones por ferrocarril
La estación de ferrocarril está situada en la pedanía conocido como la Estación de Guadix. Las vías se encuentran en el punto kilométrico 151 de la línea Linares-Baeza-Almería. Además, formó parte de la línea Guadix-Baza que, posteriormente, se integró en el ferrocarril Murcia-Granada y, cuyo tramo entre Guadix y Almendricos, fue cerrado al tráfico de viajeros en 1985.

En la estación paran los Talgo procedentes de la línea Madrid-Almería y los trenes combinados. De esta forma, el Alaris Barcelona-Sants, que se une con Sevilla-Santa Justa, tiene prevista una parada en la línea Linares-Baeza con un enlace a un tren de Media Distancia que permite continuar el trayecto hasta Almería. Este se cubre de igual forma en el sentido contrario. Todo este sistema combinado sustituye la relación directa que cubrió el Arco García de Lorca entre 2002 y 2011. Respecto a los trayectos de media distancia, la línea 68 de RENFE une Sevilla con Almería. El trayecto se realiza con cuatro relaciones diarias en ambos sentidos, todas ellas con parada en la estación y comunicando la ciudad de Guadix con la capital granadina.

## Administración y política

### Administración judicial
El partido judicial de Guadix es el segundo de los nueve partidos en los que se divide la provincia de Granada.
Los municipios pertenecientes a este partido se encuentran en la siguiente tabla:
| - Alamedilla - Albuñán - Aldeire - Alicún de Ortega - Alquife - Beas de Guadix - Benalúa - La Calahorra - Cogollos de Guadix - Cortes y Graena - Darro - Dehesas de Guadix - Diezma - Dólar - Ferreira - Fonelas - Gobernador | - Gor - Gorafe - Guadix - Huélago - Huéneja - Jérez del Marquesado - Lanteira - Lugros - Marchal - Morelábor - Pedro Martínez - La Peza - Polícar - Purullena - Valle del Zalabí - Villanueva de las Torres |

### Organización municipal

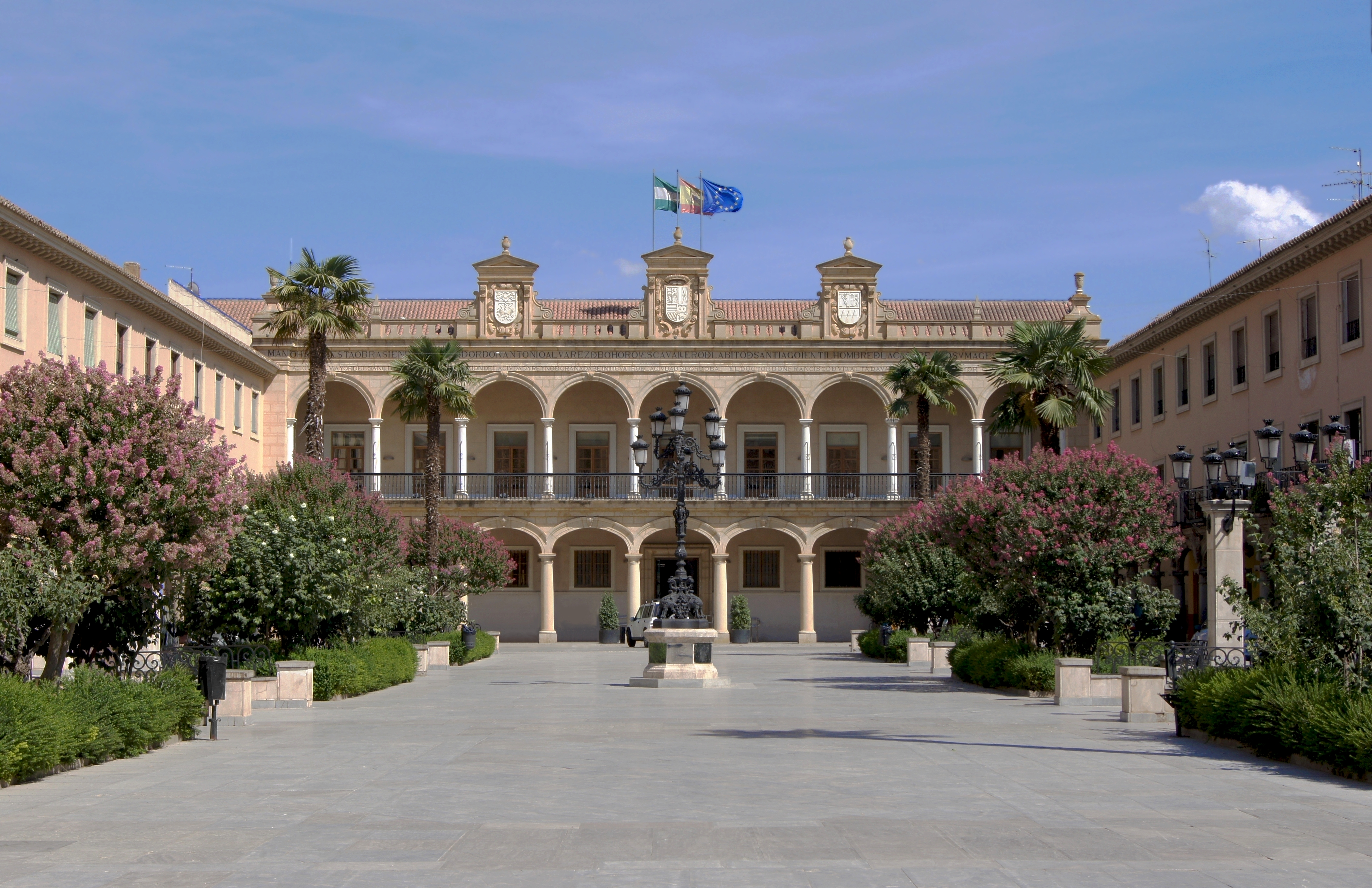
Casa consistorial de Guadix y plaza de la Constitución

La administración política accitana se realiza a través del Ayuntamiento, cuya corporación municipal está formada por 17 concejales.
Desde la llegada de la democracia, y con ella, de las primeras elecciones municipales democráticas, en 1979, Guadix ha tenido los siguientes alcaldes:
| Legislatura      | Partido político             | Partido político | Alcalde                        | Inicio de mandato | Fin de mandato | Observaciones                                                              |
| ---------------- | ---------------------------- | ---------------- | ------------------------------ | ----------------- | --- | -------------------------------------------------------------------------- |
| I Legislatura    |                              | PSOE             | Emilio López Saldaña           | 1979              | 1983 | Primer alcalde de la democracia.                                           |
| II legislatura   | Salustiano Pérez Moya        | PSOE             | 1983                           | 1986              | Abandona el cargo y la localidad tras recibir amenazas, en mitad de la tensión producida por el conflicto hospitalario, que hace a Guadix depender de Baza en materia sanitaria. |                                                                            |
| II legislatura   | José Luis Hernández Pérez    | PSOE             | 1986                           | 1987              | |                                                                            |
| III legislatura  | José Luis Hernández Pérez    | PSOE             | 1987                           | 1991              | |                                                                            |
| IV legislatura   | José Luis García Raya        | PSOE             | 1991                           | 1995              | En los años 80, fue Diputado de España por la circunscripción de Zamora, y Eurodiputado. Falleció en 2009.                                                                       |                                                                            |
| V legislatura    | José Luis Hernández Pérez    | PSOE             | 1995                           | 1999              | Regresó a la alcaldía tras haber abandonado durante cuatro años la actividad política.                                                                                           |                                                                            |
| VI legislatura   | José Luis Hernández Pérez    | PSOE             | 1999                           | 2002              | Regresó a la alcaldía tras haber abandonado durante cuatro años la actividad política.                                                                                           |                                                                            |
| VI legislatura   | Antonio Avilés Fornieles     | PSOE             | 2002                           | 2003              | |                                                                            |
| VII legislatura  | Antonio Avilés Fornieles     | PSOE             | 2003                           | 2007              | |                                                                            |
| VIII legislatura |                              | PP               | Santiago Pérez López           | 2007              | 2011 | Abandona el cargo al resultar elegido Subdelegado del Gobierno en Granada. |
| IX legislatura   | 2011                         | PP               | Santiago Pérez López           | 2012              | | Abandona el cargo al resultar elegido Subdelegado del Gobierno en Granada. |
| IX legislatura   | José Antonio González Alcalá | PP               | 2012                           | 2015              | Sustituye en el cargo a Santiago Pérez López durante el resto de la legislatura.                                                                                                 |                                                                            |
| X legislatura    |                              | PSOE             | Inmaculada Olea Laguna         | 2015              | 2019 | Regreso del PSOE a la alcaldía. Primera mujer en ostentar la alcaldía.     |
| XI legislatura   |                              | PP               | Jesús Rafael Lorente Fernández | 2019              | 2023 |                                                                            |
| XII legislatura  | 2023                         | PP               | Jesús Rafael Lorente Fernández | Actual            | |                                                                            |

En las elecciones municipales celebradas en 2019, la constitución del Ayuntamiento fue de ocho concejales pertenecientes al Partido Popular, cinco al Partido Socialista Obrero Español, dos a Ciudadanos, uno perteneciente a Adelante Guadix y uno a Gana Guadix.
Con estas cifras, y tras la firma de un pacto de gobierno entre Partido Popular y Ciudadanos, el candidato Jesús Lorente (PP) se convirtió en el alcalde durante la legislatura 2019-2023.
Los resultados en Guadix de las últimas elecciones municipales son:
| Elecciones Municipales - Guadix (2019) | Elecciones Municipales - Guadix (2019)   | Elecciones Municipales - Guadix (2019) | Elecciones Municipales - Guadix (2019) | Elecciones Municipales - Guadix (2019) |
| Partido político                       | Partido político                         | Votos                                  | Votos                                  | Concejales                             |
| -------------------------------------- | ---------------------------------------- | -------------------------------------- | -------------------------------------- | -------------------------------------- |
|                                        | Partido Popular (PP)                     | 3575                                   | 38,60 %                                | 8                                      |
|                                        | Partido Socialista Obrero Español (PSOE) | 2513                                   | 27,14 %                                | 5                                      |
|                                        | Ciudadanos (Cs)                          | 1194                                   | 12,89 %                                | 2                                      |
|                                        | Adelante Guadix (ADELANTE)               | 695                                    | 7,50 %                                 | 1                                      |
|                                        | Gana Guadix (AGX)                        | 660                                    | 7,13 %                                 | 1                                      |
|                                        | Vox (VOX)                                | 413                                    | 4,46 %                                 | 0                                      |

## Símbolos

### Escudo de armas

Antiguo escudo.

La ciudad de Guadix, tal y como ocurrió en el resto de ciudades medievales reconquistadas por los castellanos, contó con un escudo de armas, en este caso concedido por los Reyes Católicos en 1497, siendo la descripción heráldica actual:
1. En campo de gules (rojo) un yugo de oro (amarillo) entrelazado con una cuerda o cinta y un haz de siete flechas en oro (no en negro) atadas por lo mismo; flanqueado en su exterior por el lema "Muy Noble y Leal ciudad de Guadix".
2. El yugo y las flechas son las divisas personales de los Reyes Católicos, la primera por Isabel y la segunda por Fernando. Ambas piezas, tan repetidas en monumentos, libros, monedas y medallas de la época, responden a la antigua costumbre de que cada cónyuge tomara como empresa o blasón un objeto cuya inicial correspondiera al nombre del otro; por eso Isabel tomó las flechas y Fernando el yugo. Un segundo significado, no incompatible con el primero, aludiría a que la unión (el yugo) hace la fuerza (las flechas).

## Patrimonio

### Patrimonio religioso
- catedral de la Encarnación (s. XVI-XVIII). En su primera fase se reaprovechó la antigua mezquita aljama, levantada en el mismo lugar. El nuevo templo se erigió bajo la advocación de la Encarnación de la Virgen en el año 1492, sin embargo, la totalidad del proceso constructivo abarca desde el siglo XVI hasta el XVIII, por lo que se pueden observar varios estilos arquitectónicos, desde el gótico hasta el barroco, siendo este último el más llamativo y abundante.

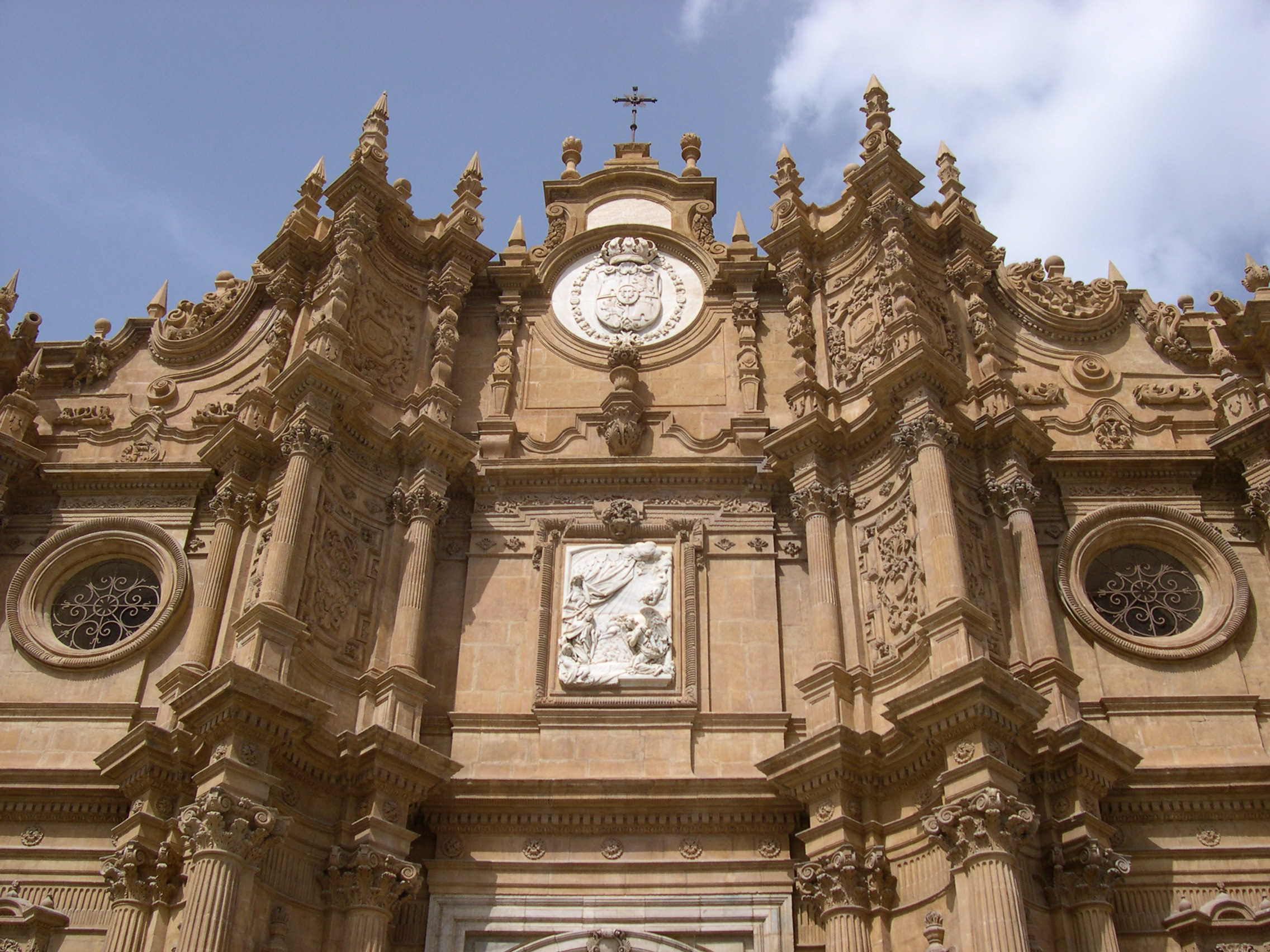
Fachada de la catedral

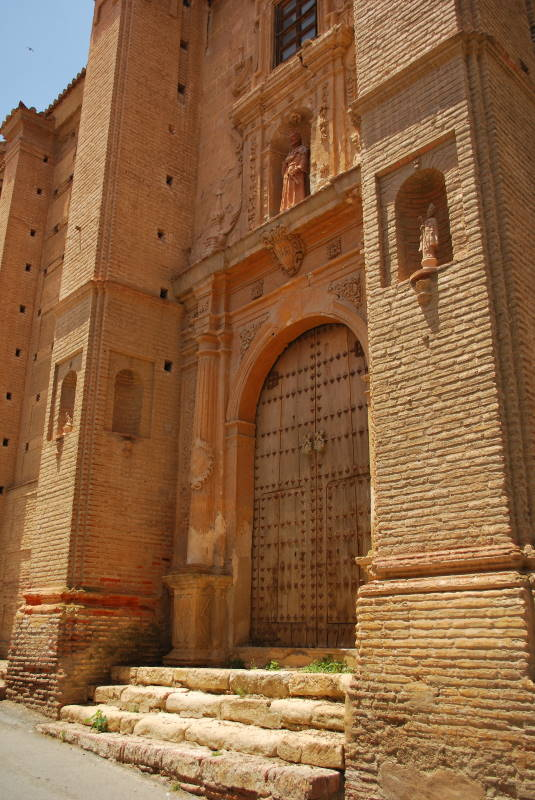
Convento de la Concepción

- Convento de San Agustín e iglesia de Santa María de las Lágrimas.
- Convento de las Clarisas y de Santiago (s. XVI). Fue el primer convento femenino y orden del obispo accitano Gaspar Ávalos sobre los restos de unos antiguos baño árabes.
- Convento e Iglesia de San Francisco (s. XV-XVI). Es uno de los más antiguos de Guadix, junto con el de Santo Domingo y el de Santa Clara, construido por orden del Cardenal Cisneros y del entonces obispo de Guadix, Fray García de Quixada. Las hermanas de los Pobres Desamparados fueron las últimas en ocupar el edificio hasta su posterior abandono y consiguiente restauración.
- Iglesia de la Magdalena (s. XV). Una de las primeras iglesias de la ciudad, fue construida posiblemente sobre los restos de una mezquita.
- Iglesia de Santa Ana (s. XVI). Ubicada en el barrio de Santa Ana, antigua morería de la ciudad, se levantó sobre la mezquita que, de hecho, sirvió de parroquia.
- Iglesia de Santiago (s. XVI). Se trata de una de las construcciones religiosas de mayor importancia de la ciudad, tanto por sus dimensiones como por los arquitectos y escultores que trabajaron en ella, destacando Diego de Siloé, uno de los artífices de la catedral.
- Iglesia de la Concepción, donde se hace anualmente la Danza de los Seises, declarada Patrimonio Inmaterial de Andalucía.[6]
- Convento de San Diego e Iglesia de la Virgen de las Angustias, consagrada a la Virgen de las Angustias, Patrona de Guadix, conjunto histórico-artístico del siglo XVII.[7]
- Antigua iglesia de San Miguel

### Patrimonio civil
- Palacio de Villalegre (s. XVI). Es uno de los edificios más emblemáticos de la ciudad. Fue construido por mandato de la familia Fernández de Córdoba, sobre otra construcción anterior musulmana, propiedad de Hernán Valle, secretario de El Zagal, expulsado al arrabal de Santa Ana después de la segunda revuelta morisca en 1490. Después del disfrute del palacio por parte de varias generaciones de los Córdoba, en 1685 pasa a manos del marqués de Villalegre, José Manrique de Arana, entonces alcayde de la Fortaleza de Mangaula en Badajoz. En 1779, el palacio es alquilado al conde de Alcudia, Pedro Cueto, para posteriormente ser usado como cuartel de la Guardia Civil, vivienda en forma de corrala de vecinos y finalmente cuartel de la Policía Local. Actualmente se estudia convertirlo en Conservatorio Profesional de Música.Callejón en el barrio de Santiago

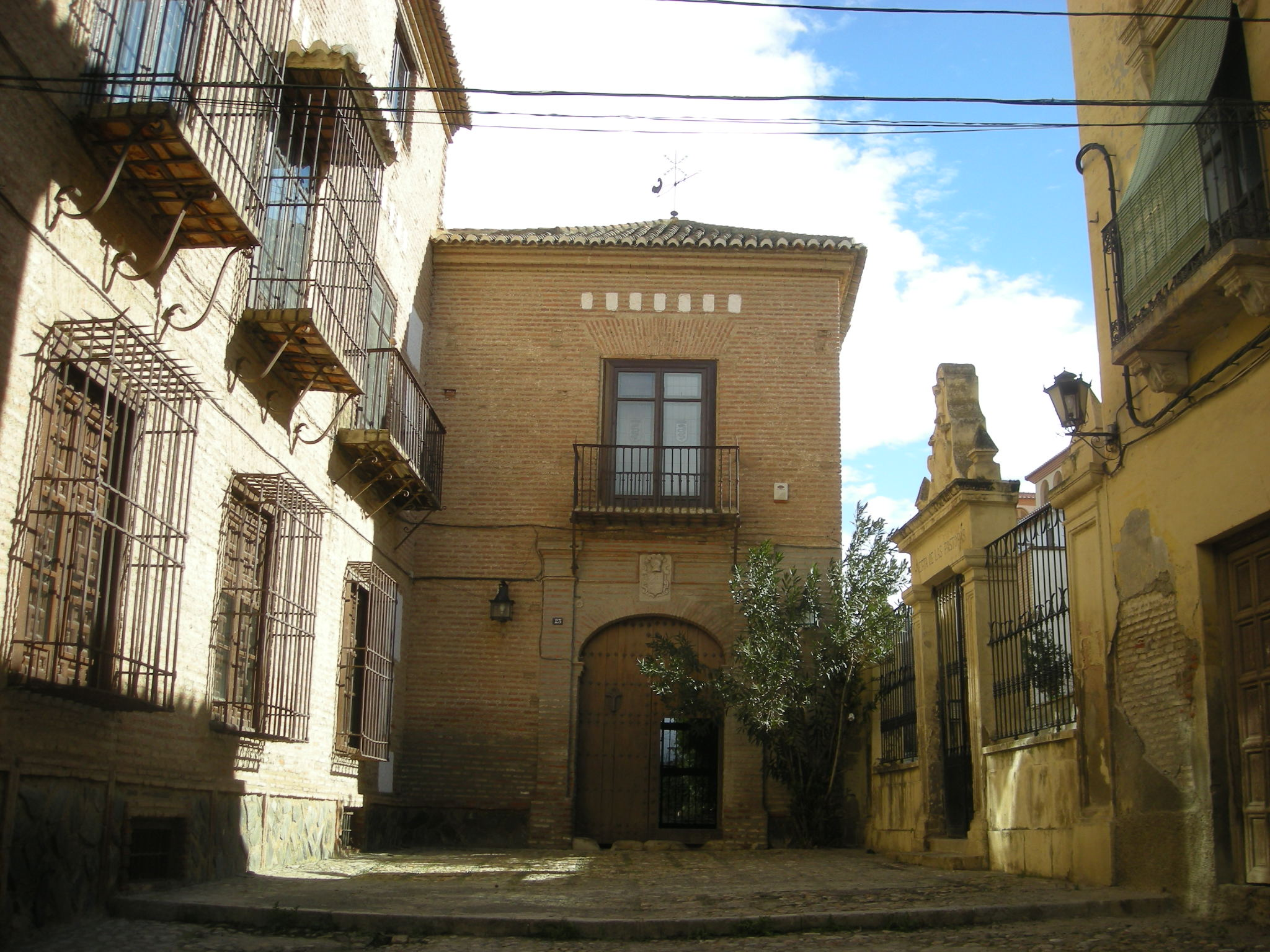
Callejón en el barrio de Santiago

- Palacio de Peñaflor (s. XVI). El palacio perteneció a la Familia Pérez de Barradas, marqueses de Cortes y Graena, llegados a Guadix tras la Reconquista, ya que estaban relacionados con las empresas militares que apoyaban a los Reyes Católicos. Es un palacio de grandes dimensiones y actualmente el ayuntamiento trabaja para convertirlo en el futuro museo de la ciudad.
- Antigua lonja de la calle Ancha (s. XVI). En la lonja se realizaban reuniones de negocios, transacciones comerciales e incluso labores bancarias. Del antiguo edificio de la lonja queda solamente la fachada, ya que el interior ha sido transformado o destruido. Es por el escudo de Carlos V en la fachada por lo que se conoce que al menos esta fue construida entre los años 1530 y 1550.

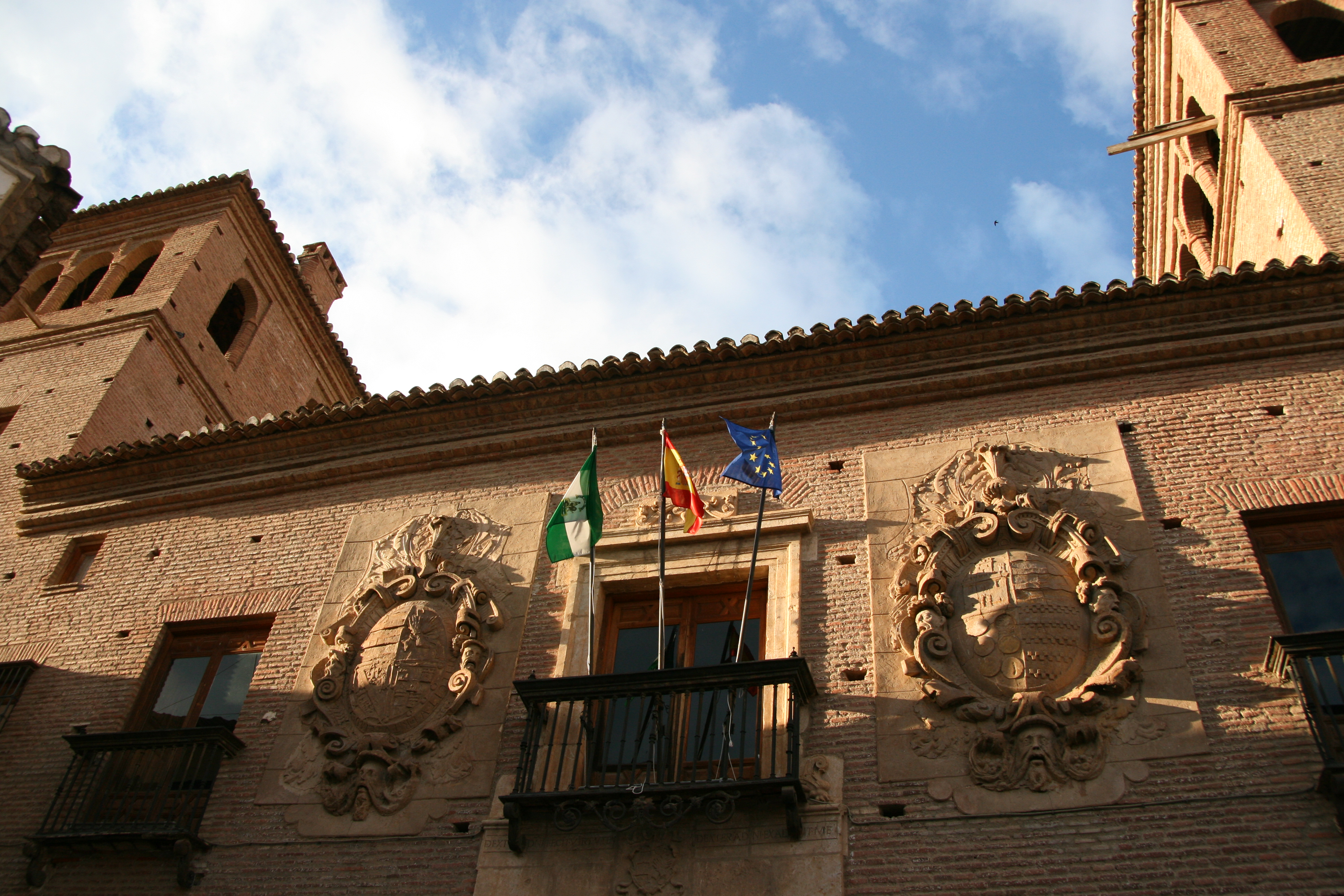
Palacio de Villalegre

- Casa consistorial de Guadix (s. XX). Situada en la plaza de la Constitución, hace las labores administrativas y locales. La construcción de la plaza supuso un notable cambio respecto al plano urbano de la ciudad, adaptándose a una ciudad medieval propiamente Renacentista y centrando todo el poder y la política en una misma zona. Su primera construcción data de finales del siglo XVI y comienzos del XVII, aunque no quedan restos de esta primera construcción, ya que, tras la contienda civil, se destruyó gran parte de la plaza y el balcón de los corregidores. Regiones Devastadas reconstruyó el balcón, disponiéndolo en el lado opuesto, además de reconstruir el resto de la plaza, todo ello en 1949.
- Casa Julio Visconti (s. XVI). Esta casa, actualmente sede de la Fundación Julio Visconti, perteneció a la familia Arias de Medina y presenta unos rasgos muy castellanos.

### Patrimonio militar
- Puerta de San Torcuato. Originariamente llamada puerta Bib-Bazamarín, o segunda puerta de Baza, es una de las puertas defensivas de la ciudad nazarí, sirviendo de acceso a uno de los arrabales de la ciudad. Ha sido restaurada en varias ocasiones y, en 1593, se construyó una capilla en la parte superior.
- Alcazaba de Guadix. Construida en el siglo XI en la zona más alta de la ciudad, ha servido para defender a esta de los invasores y como refugio para reyes.
- Torreón del Ferro. Es una de las numerosas torres pertenecientes a la muralla de la medina medieval.

### Otros lugares
- Estación de ferrocarril de Guadix
- Parque municipal Pedro Antonio de Alarcón
- Entorno de la fábrica de Azúcar San Torcuato

### Patrimonio inmaterial

#### Fiestas religiosas
- Romería de San Antón, 17 de enero. La noche previa, se encienden hogueras, chiscos o iluminarias. Tradicionalmente, se hace la romería con carros y caballos engalanados, dando siete vueltas al santuario. El día de San Antón, sale en procesión por las calles del barrio en un carro tirado por bueyes y acompañado por caballerías y carrozas. El encendido de hogueras también es tradición en pueblos vecinos como Benalúa o Paulenca y, aunque no se hace romería, sí hacen actividades populares.
- Virgen de la Paz, 24 de enero y tercer domingo de agosto. La pedanía de Paulenca celebra la fiesta de su patrona realizando varias actividades populares con la tradicional procesión de la imagen de la Virgen de la Paz.
- San Sebastián, 20 de enero. Patrón de los comerciantes, los cuales en ocasiones realizan actividades.
- Semana Santa. Declarada fiesta de interés turístico, sus orígenes datan de los siglos XVI y XVII.
- Día de la Cruz, primer fin de semana de mayo. De tradición granadina, Guadix celebra sus propias Cruces de Mayo. Las hermandades realizan sus propias actividades y comidas, preparando sus cruces.
- Corpus Christi, 78 días después del Domingo de Resurrección. Tras celebrarse la misa, los niños que han hecho la comunión ese mismo año salen con sus trajes acompañando al cabildo catedralicio en procesión.
- Fiestas patronales de San Torcuato, 15 de mayo. Patrón de la ciudad, se celebra su tradicional misa presidida por el obispo, antes de salir en procesión las reliquias del Santo por la ciudad, además de otras actividades en la que es tradicional degustar las habas y las tortas típicas de la comarca.
- Virgen de Fátima, último domingo de mayo. Al anochecer, sale en procesión por las calles del barrio las imágenes de los tres pastorcillos a los que la VIrgen se apareció: Lucía, Francisco y Jacinta. Los fieles despiden la celebración con el lanzamiento de cohetes, remontándose la fiesta al año 1957.
- San Bernabé, 11, 12 y 13 de junio. Romería realizada por los vecinos de la pedanía de Olivar, con su tradicional comida y fuegos artificiales.
- Fiestas del Sagrado Corazón de Jesús, primera o segunda semana de julio. El barrio de la Estación celebra sus fiestas populares con varias actividades. El último día sale en procesión la imagen del Sagrado Corazón de Jesús.
- Virgen del Carmen, del 6 al 16 de julio. En el templo de San Francisco se celebran sus cultos y su posterior celebración de la Eucaristía. En su día sale en procesión.
- Santa Ana, 26 de julio. Fiestas del barrio homónimo, el cual realizan sus actos religiosos previos a la salida en procesión de San Joaquín y Santa Ana con la Virgen niña.
- San Francisco, en torno al 14 de agosto. Fiestas en torno al patrón de Belerda, celebrando su tradicional misa y la procesión de la imagen de San Francisco, entre otras actividades populares.
- Señora de Gracia, en torno al 15 de agosto. Es la fiesta más importante del barrio de las Cuevas, tratándose de su Patrona. Se realizan ofrendas florales, su tradicional misa y la procesión del lienzo de la Virgen por las calles del barrio.
- San Luis Rey de Francia, tercer o cuarto fin de semana de agosto. Patrón de Hernán Valle, el pueblo celebra sus fiestas con distintas actividades populares y con su tradicional procesión de la imagen de San Luis por sus calles.
- Cascamorras, 9 de septiembre. Declarada de Interés Turístico Internacional en 2013, su origen se remonta hasta mediados del siglo XV, cuando un obrero accitano descubre una talla de la Virgen en las ruinas de una antigua mezquita mozárabe en Baza, escondida en el siglo XII. El obrero decidió trasladar la talla a Guadix, ya que al encontrarla él debía pertenecer a su pueblo, algo que los bastetanos negaron, ya que la imagen se encontraba en su pueblo. Tras varios años de pleitos y disputas, se llegó al acuerdo tácito de que, si un comisionado de la ciudad accitana lograba entrar a Baza y llegar a la iglesia de la Merced sin ensuciarse, podría recuperar la Virgen.
- San Miguel, 29 de septiembre. Festividad del barrio del mismo nombre, en el que se celebra el Solemne Triduo los días previos a la procesión del Arcángel por sus calles.
- Virgen de las Angustias, segundo domingo de noviembre. La devoción popular a la Patrona de Guadix se remonta al siglo XVII, hecho que se ha mantenido ininterrumpidamente hasta la actualidad. La imagen actual es distinta a la primitiva, ya que ésta fue destruida en la Guerra Civil. De igual forma, procesiona por las calles accitanas el segundo domingo de noviembre desde la catedral hasta su templo. Previamente, el primer domingo de noviembre, la imagen es trasladada de forma viceversa.

#### Fiestas populares
- Cabalgata de Reyes, 5 de enero.
- Carnavales, fin de semana anterior al Miércoles de Ceniza. Aunque se trate de una festividad en decadencia por la comarca, actualmente se ha recuperado parte de la fiesta con actividades dirigidas a los niños y actuaciones en el teatro de la ciudad.
- Feria Primavera y Vino, entre el Viernes de Dolores y el Domingo de Ramos. Feria que dan a conocer los viñedos y sus productos, especialmente los de la comarca.
- Feria de Guadix, en torno al último fin de semana de agosto. Fiestas mayores de la ciudad de Guadix, paralelas a las atracciones de feria y casetas, se realizan varias actividades como una gran feria de ganado, un mercadillo, exposiciones, desfiles de carrozas y un gran castillo de fuegos artificiales el último día.
- Día de la Bicicleta, 1 de mayo. Es tradición accitana un recorrido esa misma mañana por todos los barrios de la ciudad en bicicleta.
- Katillo Rock: tiene lugar a mediados de mayo. Festival anual que, dentro del Rock, muestra bandas locales y de la zona, dando oportunidad de conocer su particular interpretación de este estilo.

### Gastronomía
La gastronomía de Guadix es muy rica y elaborada, bien en parte por la mezcla de culturas acaecidas en la ciudad a lo largo de la historia como por los conventos de monjas que popularizaron la elaboración de dulces y postres. Los platos típicos más destacados de la ciudad y su comarca son las gachas, las patatas a lo pobre, el lomo de orza, las migas de pan, las talbinas, el choto en ajillo, los sustentos, el pimentón con sardinas, la olla de San Antón y el rin-ran.
Por su parte, también es tradición producir artesanalmente los embutidos, vinos, aceites y quesos en toda la comarca. La matanza accitana ha sido siempre realizada dos veces al año, coincidiendo con las festividades de San Antón y Navidad. Mención especial a los vinos de la comarca, que en los últimos años han alcanzado un nivel muy alto, colocándose entre los mejores a nivel nacional.
Entre los postres, son populares las natillas de huevo, los roscos fritos, el arroz con leche, el tocino de cielo y el melocotón, muy popular en la zona y exportado a otras zonas.

### Cerámica
La cerámica es el producto artesano más extendido y de tradición milenaria en toda la comarca y el Marquesado. En Guadix, debido a sus tierras arcillosas, se elabora una alfarería tradicional de botijas, cántaros y "pipos" o porrones, o de piezas autóctonas como la popular jarra accitana o de las pajaritas.

### Mimbre y esparto
De gran tradición artesana es la elaboración manual de sillería y cestería. De origen accitano es también la conocida como silla del emperador, de gran popularidad en Japón, donde la ciudad de Guadix es conocida por ello.

## Hermanamientos
- Buenos Aires, Argentina
- Celanova, España
- Guanare, Venezuela
- La Güera, Sáhara Occidental
- Piaseczno, Polonia